# André Labatut
André Jean Labatut (ur. 18 lipca 1891 w Bordeaux, zm. 30 września 1977 tamże) – francuski szermierz, czterokrotny medalista olimpijski i brązowy medalista mistrzostw świata.
Walczył w szpadzie i florecie. 
Na igrzyskach olimpijskich w Antwerpii w 1920 roku wspólnie z Lionelem Bony de Castellane, Gastonem Amsonem, Philippe'em Cattiau, Rogerem Ducretem, Georges’em Trombertem, Lucienem Gaudinem i Marcelem Perrotem zdobył srebro we florecie drużynowym. W turnieju indywidualnym był czwarty, wygrywając siedem z jedenastu pojedynków. Na rozgrywanych cztery lata później igrzyskach olimpijskich w Paryżu zdobył dwa medale. Najpierw Lucien Gaudin, Philippe Cattiau, Roger Ducret, Roger Ducret, Henri Jobier, Jacques Coutrot, Guy de Luget i Joseph Perotaux zwyciężyli we florecie drużynowym. W rundzie finałowej, w pierwszym pojedynku Francuzi spotkali się z Włochami. W walce Gaudina z Aldo Bonim, przy wyniku 4:4 sędzia przyznał zwycięski punkt Francuzowi co rozwścieczyło Boniego, który obraził sędziego. Sędzia zażądał przeprosin, Boni odmówił, a włoska reprezentacja odśpiewała hymn Włoch i wycofała się z walki na znak protestu. Następnie razem z Georges’em Buchardem, Lucienem Gaudinem, Georges’em Tainturierem, Rogerem Ducretem, Alexandre'em Lippmannem i Robertem Liottelem zdobył złoto w szpadzie drużynowej. Brał też udział w igrzyskach olimpijskich w Amsterdamie w 1928 roku, gdzie wspólnie z Cattiau, Gaudinem, Ducretem, Raymondem Flacherem i André Gaboriaudem był drugi we florecie drużynowym. Indywidualnie nie startował.
Podczas mistrzostw świata w Liège w 1930 roku (oficjalnie zawody tego cyklu rozgrywane są pod tą nazwą dopiero od 1937) wywalczył brązowy medal w szpadzie drużynowej. Był to jego jedyny medal wywalczony w zawodach tego cyklu.